# Polypeza borealis
Polypeza borealis är en stekelart som först beskrevs av Petersen 1956.  Polypeza borealis ingår i släktet Polypeza, och familjen hyllhornsteklar. Arten är reproducerande i Sverige.